# Parafia św. Maksymiliana Kolbe w Głojscach
Parafia św. Maksymiliana Marii Kolbego w Głojscach – parafia rzymskokatolicka znajdująca się w diecezji rzeszowskiej w dekanacie Nowy Żmigród. Erygowana w 1972 roku.